# Кабакова, Лариса Викторовна
Лариса Викторовна Кабакова (бел. Ларыса Віктараўна Кабакова, урожд. Безницкая (бел. Бязніцкая); род. 11 июля 1953, Витебская область, БССР, СССР) — советская гребчиха на байдарках. Заслуженный мастер спорта СССР (1973).
Лариса Кабакова выиграла две медали на Чемпионате мира по гребле на байдарках и каноэ: золото (Б-4 500 м) в Тампере (1973) и серебряную медаль (Б-4 500 м) в Мехико в 1974 году. Кабакова также пятикратная чемпионка СССР.